# 黄武贤
黃武賢（1821年—1897年），又名黄琼林，字侯光。曾任提督和西寧鎮總兵，參與多次平定回民起義和西南邊防工作。

## 生平
清道光元年辛巳（1821年）生于广东潮州府潮阳县直浦都夏林（今汕头市潮阳区关埠镇下底村）。道光二十七年丁未（1847年）从军，以潮州镇标右营马兵行伍出身，道光三十年奉派出师，随福兴、冯子材攻打太平天国。福兴“视其为心腹”；冯子材评价他“谙熟营伍”。
同治二年（1863年）四月获提督衔，同年十二月授甘肃西宁镇总兵。同治五年到西宁任上，随杨岳斌、左宗棠、穆图善平回民起义。同治十一年（1872年）十二月，因其旧伤复发，开缺回籍葬父侍母养伤。
光绪五年（1879年）五月改任云南临元镇总兵，并上京觐见慈禧太后和光绪皇帝。七年（1881年）二月升任云南提督，其提督署在大理，在职六年，与云贵总督岑毓英做好少数民族安抚和西南边防工作，防止英法入侵云南。岑毓英对其三次京察，评价很高！光绪十三年五月，告老返乡，赏食全俸。回乡后，黄武贤为乡民兴修水利等，办了很多好事。光绪十四年其府第落成，即黄武贤提督府，属典型的潮州建筑--“驷马拖车”格局，至今保存完好，为市级文物保护单位。于光绪二十三年（1897年）八月十八日在家病故。兵部给予“忠勇成性，战功卓著！”的很高评价。